# John-Paul Himka

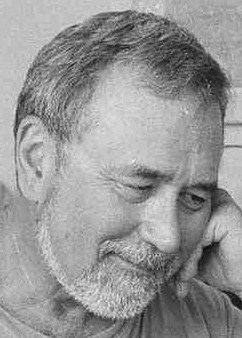
Johh-Paul Himka

John-Paul Himka (* 18. Mai 1949 in Detroit, Michigan) ist ein amerikanisch-kanadischer Historiker und emeritierter Professor für Geschichte an der Universität von Alberta in Edmonton.

## Leben
Himka hat einen gemischten ethnischen Hintergrund, ukrainisch (väterlicherseits) und italienisch (mütterlicherseits). Ursprünglich wollte er griechisch-katholischer Priester werden und studierte am St. Basil Seminar in Stamford, Connecticut. Aufgrund Politisierung Ende der 1960er Jahre verfolgte er diesen Weg nicht weiter.
Himka machte 1971 seinen BA in byzantinisch-slawischen Studien und 1977 den Ph.D. in Geschichte an der Universität von Michigan. Der Titel seiner Dissertation war Polish and Ukrainian Socialism: Austria, 1867–1890. Als Historiker war Himka in den 1970er und 80er Jahren Marxist, beschäftigte sich dann in den 1990er Jahren mit Postmodernismus. 2012 bezeichnete er seine Methodologie in Geschichte als „eklektizistisch“.

## Forschungsarbeiten
Ab 1977 lehrte Himka an der Universität von Alberta, Abteilung für Geschichte und Klassik. 1992 wurde er zum ordentlichen Professor ernannt und verließ die Universität im Jahr 2014. Himka ist Träger mehrerer Auszeichnungen und Stipendien. Er war Mitherausgeber der „Enzyklopädie der Ukraine“ für drei Geschichtsbände.
Himka reiste 1976 zu Forschungszwecken in die Ukrainische SSR und arbeitete mit Wissenschaftlern des Fachbereichs Geschichte der Lwiwer Universität zusammen. Anfangs konzentrierte er sich auf Sozialgeschichte in Galizien im 19. und 20. Jahrhundert. Der 1000. Jahrestag der Christianisierung der Rus weckte sein Interesse an der Geschichte der griechisch-katholischen Kirche und den Einfluss der Kirche auf die Entwicklung des ukrainischen Nationalismus.
2002 untersuchte er Sozialismus in Habsburgs Galizien, einer ehemals autonomen Region in der Westukraine, religiöse Kultur der Ostslawen (Ikonografie) und insbesondere den Holocaust in der Ukraine.
Seit den späten 1990er Jahren wurde seine Auseinandersetzung mit dem, was er als ukrainische „nationalistische Geschichtsmythen“ bezeichnet, Gegenstand zunehmender Debatten sowohl in der Ukraine als auch in Nordamerika. Himka hinterfragte die Interpretation des Holodomor als Genozid und die Ansicht, ukrainischer Nationalismus und die Nationalisten hätten keine oder fast keine Rolle beim Holocaust in der Ukraine gespielt. Himka wandte sich auch gegen die offizielle Verherrlichung von Roman Schuchewytsch und Stepan Bandera zu nationalen Helden während der Präsidentschaft von Wiktor Juschtschenko.

„The fundamental point of contention between the adherents of the national myth and me is whether or not the Organization of Ukrainian Nationalists (hereafter OUN) and its armed force, the Ukrainian Insurgent Army (hereafter UPA, from its Ukrainian initials) participated in the Holocaust. They deny this entirely. My research indicates, however, as does the research of scholars around the world, that the participation was significant.“

„Der grundlegende Streitpunkt zwischen den Anhängern des nationalen Mythos und mir ist die Frage, ob die Organisation Ukrainischer Nationalisten und ihre bewaffnete Kraft, die Ukrainische Aufständische Armee, am Holocaust beteiligt waren oder nicht. Sie leugnen dies vollständig. Meine Nachforschungen zeigen jedoch, wie auch die Nachforschungen von Wissenschaftlern auf der ganzen Welt, dass die Beteiligung erheblich war.“

In seinem 1996 auf früheren Arbeiten basierenden Artikel Krakivski visti and the Jews, 1943: Ein Beitrag zur Geschichte der ukrainisch-jüdischen Beziehungen während des Zweiten Weltkriegs, erschienen im Journal of Ukrainian Studies, schrieb Himka, dass die Geschichte der ukrainisch-jüdischen Beziehungen während des Zweiten Weltkriegs erstaunlich wenig erforscht worden sei. Himka zitiert Raul Hilbergs „monumentale Studie“ Die Vernichtung der europäischen Juden, als die von Historikern verwendete Quelle.
Als Antwort auf diese Lücke präsentierte Himka seine detaillierte Studie über antisemitische Artikel im Jahr 1943 im „Flaggschiff des ukrainischen Journalismus unter der Nazi-Besatzung“, der Tageszeitung Krakiwski Wisti. Leiter war Mychajlo Chomjak, der sich später in Kanada in Michael Chomiak umbenannte und Himkas Schwiegervater war. Nach Chomiaks Tod übernahm das Provinzarchiv von Alberta 1985 dessen Unterlagen.
Himka beschrieb die „wichtige und im Allgemeinen positive Rolle im ukrainischen Leben“, die Krakiwski Wisti „als Puffer zwischen den deutschen Besatzungsbehörden und der Bevölkerung des Generalgouvernements“ hatte. Als Reaktion auf eine Anordnung des deutschen Pressechefs vom Mai 1943 veröffentlichte die Zeitung vom 25. Mai bis zum Juli antisemitische Artikel, die von der ukrainischen Intelligenz im Allgemeinen negativ aufgenommen worden seien. Die zweite Arbeit, Galician Villagers and the Ukrainian National Movement in the Nineteenth Century („Galizische Dorfbewohner und die ukrainische Nationalbewegung im neunzehnten Jahrhundert“), wurde 1988 veröffentlicht. Das dritte Werk, Religion and Nationality in Western Ukraine: The Greek Catholic Church and the Ruthenian National Movement in Galicia, 1867–1900, das „den Wechselbeziehungen zwischen Kirche und Staat“ gewidmet ist, wurde 1999 veröffentlicht.
In seinem 2005 erschienenen Artikel War Criminality: A Blank Spot in the Collective Memory of the Ukrainian Diaspora („Kriegsverbrechen: Ein weißer Fleck im kollektiven Gedächtnis der ukrainischen Diaspora Kriegsverbrechen“) untersuchte er Material, das von einer ukrainisch-jüdischen Konferenz im Jahr 1983 stammte, die am 50. Jahrestag des Holodomor, der sowjetischen Hungersnot in der Ukraine von 1932–1933, stattfand, sowie „aktuelle elektronische Medien und die letzten Jahre der The Ukrainian Weekly, ergänzt um eine retrospektive Auswahl von Artikeln der [ukrainischen Zeitschrift] Svoboda.“ Auf der Konferenz von 1983 habe beispielsweise Professor Jaroslaw Bilinski einen kausalen Zusammenhang zwischen dem Vorwurf angeblicher Kollaboration jüdischstämmiger Kommunisten bei der zur Großen Hungersnot führenden Kollektivierung der Landwirtschaft und jeder nachgewiesenen Kollaboration ukrainischstämmiger Extremisten beim Holocaust bestritten.
Sein 2009 erschienenes Buch Last Judgment Iconography in the Carpathians ist das Ergebnis einer zehnjährigen Forschungsarbeit „in der gesamten Region der Karpaten, wo er eine unverwechselbare und grenzüberschreitende Mischung aus gotischer, byzantinischer und novgorodianischer Kunst gefunden hat“.
In einem Buchbeitrag über Volksgruppenzugehörigkeit und die Berichterstattung über Massenmord untersuchte Himka, wie die Krakiwski Wisti über zwei Fälle von Massengewalt durch die Sowjets, die NKWD-Häftlingsmassaker 1941 und die Massaker von Winnyzja, berichtet hatte. Himka schrieb, dass Krakiwski Wisti „sowohl die Täter als auch die Opfer ethnisierte, indem er den Ersteren vor allem eine jüdische Identität zuschrieb und die Letzteren fast ausschließlich als Ukrainer darstellte.“
2021 veröffentlichte John-Paul Himka als Abschluss und Zusammenfassung seiner Arbeiten als Historiker an der Universität eine Monographie über die Beteiligung der ukrainischen Nationalisten am Holocaust. Der für seine Stepan-Bandera-Monographie bekannte polnische Historiker Grzegorz Rossoliński-Liebe bezeichnet das Buch als „wichtige Publikation, die vor allem in der Ukraine zu einem Standardwerk über das Verhalten ukrainischer Nationalisten im Holocaust werden sollte“.

## Privatleben
John-Paul Himka ist verheiratet mit Chrystia Chomiak, der Tochter von Michael Chomiak (1905–1984), der Redakteur der antisemitischen neukrainsichen Zeitschrift Krakiwski Wisti war. Himka erfuhr davon erst, als Chomiak 1984 starb. Das Paar hat zwei Kinder.
John-Paul Himka unterstützt aktiv die gewerkschaftsnahe Ukraine-Solidaritätskampagne und wurde am 11. November 2022 vom Außenministerium der Russischen Föderation in Reaktion auf die Verschärfung von US-Sanktionen mit 200 anderen US-Bürgern mit einem Einreiseverbot belegt.

## Auszeichnungen
- Antonowytsch-Preis (1988)
- Killam Annual Professorship 2001–2002[4]
- Rutherford Award for Excellence in Undergraduate Teaching (2006)
- Philip Lawson Award for Excellence in Teaching
- J. Gordin Kaplan Award for Research Excellence

## Veröffentlichungen

### Bücher
- Socialism in Galicia. The Emergence of Polish Democracy and Ukrainian Radicalism (1860-1890). Harvard University Press, London 1983, ISBN 978-0-916458-07-2 (archive.org).
- Galician Villagers and the Ukrainian National Movement in the Nineteenth Century. Palgrave Macmillan, London 1988, ISBN 0-312-01609-3 (englisch, academia.edu).
- mit James Niessen und James T. Flynn: Religious Compromise, Political Salvation. The Greek Catholic Church and Nation-building in Eastern Europe. In: The Carl Beck Papers. l003, 1993, ISSN 0889-275X, doi:10.5195/cbp.1993.54 (pitt.edu).
- Religion and Nationality in Western Ukraine: The Greek Catholic Church and the Ruthenian National Movement in Galicia, 1867–1900, 1999. ISBN . McGill-Queen's University Press, Montreal 1999, ISBN 0-7735-1812-6, JSTOR:j.ctt80w1w (archive.org).
- Last Judgment Iconography in the Carpathians. University of Toronto Press, Toronto 2009, ISBN 978-1-4875-2341-1 (jhu.edu).
- Ukrainians, Jews and the Holocaust: Divergent Memories. Heritage Press, Saskatoon 2009, ISBN 978-0-88880-554-6.
- Ukrainian Nationalists and the Holocaust: OUN and UPA’s Participation in the Destruction of Ukrainian Jewry, 1941–1944. ibidem Verlag, Stuttgart 2021, ISBN 3-8382-1548-6.

### Übersetzungen
- Rosdolsky, Roman: Engels and the „Nonhistoric“ Peoples: The National Question in the Revolution of 1848. Mit einem Vorwort von John-Paul Himka. Critique Books 1986. ISBN 1-870111-01-X. Buch auf academia.edu.

### Sammelbände
- mit Ivan Rudnytsky: Rethinking Ukrainian History. Canadian Institute of Ukrainian Studies, University of Alberta, Edmonton 1981. ISBN 0-920862-12-8. Buch auf archive.org.

- Galicia and Bukovina: A Research Handbook about Western Ukraine, Late 19th and 20th Centuries. Alberta Culture & Multiculturalism, Historical Resources Division, 1990. Buch auf archive.org.
- mit Hans-Joachim Torke: German-Ukrainian Relations in Historical Perspective. Canadian Institute of Ukrainian Studies 1994. ISBN 0-920862-91-8.
- mit Andriy Zayarnyuk: Letters from Heaven: Popular Religion in Russia and Ukraine. University of Toronto Press, 2006. ISBN 0-8020-9148-2.
- mit Joanna Beata Michlic: Bringing the Dark Past to Light: The Reception of the Holocaust in Post-Communist Europe. University of Nebraska Press, Lincoln and London 2013, ISBN 1-4962-1020-4 (academia.edu).
- mit Franz A. J. Szabo: Eastern Christians in the Habsburg Monarchy. University of Alberta Press, 2022. ISBN 1-894865-64-2.

### Artikel
- Western Ukraine between the Wars. In: Canadian Slavonic Papers. Band 34, Nr. 4, Dezember 1992, S. 391–412, doi:10.1080/00085006.1992.11092000 (docslib.org).
- The Construction of Nationality in Galician Rus: Icarian Flights in Almost All Directions. In: Ronald Grigor Suny, Michael D. Kennedy (Hrsg.): Intellectuals and the Articulation of the Nation. University of Michigan Press, Ann Arbor 2001, ISBN 978-0-472-08828-7, S. 109–164 (org.ua [PDF]).
- The Ukrainian Idea in the Second Half of the 19th Century. In: Kritika: Explorations in Russian and Eurasian History. Band 3, Nr. 2, 2002, S. 321–335, doi:10.1353/kri.2002.0021 (academia.edu).
- What's in a Region? An Exchange on HABSBURG. In: HABSBURG. 8. Mai 2002 (utexas.edu [PDF]).
- Episodes in the Historiography of the Ukrainian Icon. In: Journal of Ukrainian Studies. Band 29, Nr. 1, 2004, S. 149–167 (cius-archives.ca).
- War Criminality: A Blank Spot in the Collective Memory of the Ukrainian Diaspora. In: Spaces of Identity. Band 5, Nr. 1, April 2005 (yorku.ca).
- Basic Historical Identity Formations in Ukraine: A Typology. In: Harvard Ukrainian Studies. Band 28, Nr. 1–6, 2006, S. 483–500 (academia.edu).
- A Central European Diaspora under the Shadow of World War II: The Galician Ukrainians in North America. In: Center for Austrian Studies (Hrsg.): Austrian History Yearbook. Band 37. University of Minnesota, 2006 (academia.edu).
- Victim Cinema: Between Hitler and Stalin: Ukraine in World War II -- The Untold Story. In: Georgiy Kasianov und Philipp Ther (Hrsg.): A Laboratory of Transnational History. Central European University Press, Budapest 2008, ISBN 978-6-15521155-3, S. 211–224, doi:10.1515/9786155211553-010 (academia.edu).
- The Ukrainian Insurgent Army (UPA) and the Holocaust. Paper prepared for the forty‐first national convention of the American Association for the Advancement of Slavic Studies, Boston, 12‐15 November 2009. November 2009 (academia.edu).
- The Organization of Ukrainian Nationalists and the Ukrainian Insurgent Army: Unwelcome Elements of an Identity Project. In: Ab Imperio. Band 2010, Nr. 4, 2010, S. 83–101, doi:10.1353/imp.2010.0101 (academia.edu).
- The Lviv Pogrom of 1941: The Germans, Ukrainian Nationalists, and the Carnival Crowd. In: Canadian Slavonic Papers. Band 53, Nr. 2–4, 2011, S. 209–243, doi:10.1080/00085006.2011.11092673 (academia.edu).
- Debates in Ukraine over Nationalist Involvement in the Holocaust, 2004-2008. In: Nationalities Papers. Band 39, Nr. 3, 2011, S. 353–370, doi:10.1080/00905992.2011.565315 (academia.edu).
- Collaboration and or Resistance: The OUN and UPA during the War. Paper prepared for the Ukrainian Jewish Encounter Shared Narrative Series: Conference on Issues Relating to World War II, Potsdam, 27-30 June 2011. 2011 (academia.edu).
- The Lviv Pogrom of 1941: The Germans, Ukrainian Nationalists, and the Carnival Crowd. In: Canadian Slavonic Papers. Band 53, Nr. 2-4, 2011, S. 209–243, doi:10.1080/00085006.2011.11092673 (englisch, academia.edu).
- The Organization of Ukrainian Nationalists, the Ukrainian Police, and the Holocaust. Paper prepared for the Seventh Annual Danyliw Research Seminar on Contemporary Ukraine,  20‐22 October 2011. 2011 (academia.edu).
- Myths of National Consolidation, the Holodomor, and the Holocaust: A Response to Roman Serbyn. 2011 (12 S., academia.edu).
- Christianity and Radical Nationalism: Metropolitan Andrei Sheptytsky and the Bandera Movement. In: Catherine Wanner (Hrsg.): State Secularism and Lived Religion in Soviet Russia and Ukraine. Woodrow Wilson Center Press, Oxford University Press, Washington D.C., New York 2012, ISBN 978-0-19-993763-9, S. 93–116 (academia.edu).
- Interventions: Challenging the Myths of Twentieth-Century Ukrainian History. In: Alexei Miller and Maria Lipman (Hrsg.): The Convolutions of Historical Politics. Central European University Press, Budapest and New York 2012, S. 211–238, doi:10.1515/9786155225468 (academia.edu).
- Ukrainian Memories of the Holocaust: The Destruction of Jews as Reflected in Memoirs Collected in 1947. In: Canadian Slavonic Papers. Band 54, Nr. 3–4, 2012, S. 427–442 (academia.edu).
- The Reception of the Holocaust in Postcommunist Ukraine. In: John-Paul Himka, Joanna Beata Michlic, (Hrsg.): Bringing the Dark Past to Light: The Reception of the Holocaust in Post-Communist Europe. University of Nebraska Press, Lincoln 2013, ISBN 978-0-8032-2544-2, S. 626–661 (academia.edu).
- Ethnicity and the Reporting of Mass Murder: 'Krakivs'ki visti', the NKVD Murders of 1941, and the Vinnytsia Exhumation. University of Alberta, Alberta 2014 (archive.org).
- Metropolitan Andrey Sheptytsky and the Holocaust. In: Polin: Studies in Polish Jewry. Band 26, 2014, ISSN 0268-1056, S. 337–359 (academia.edu).
- The History behind the Regional Conflict in Ukraine. In: Kritika: Explorations in Russian and Eurasian History. Band 16, Nr. 1, 2015, S. 129–136, doi:10.1353/kri.2015.0008 (academia.edu).
- Former Ukrainian Policemen in the Ukrainian National Insurgency: Continuing the Holocaust outside German Service. In: Wendy Lower und Lauren Faulkner Rossi (Hrsg.): Lessons and Legacies XII: New Directions in Holocaust Research and Education. Northwestern University Press, Evanston 2017, ISBN 978-0-8101-3448-5, S. 141–163 (academia.edu).
- A Critical History of Ukrainian-Ukrainian Relations. In: Nationalities Paper. Band 48, Nr. 6, 2020, S. 1097–1099, doi:10.1017/nps.2020.70 (academia.edu).
- What Were They Thinking? The Attitude of the Organization of Ukrainian Nationalists toward the Jews. In: Christoph Dieckmann and Arkadi Zeltser (Hrsg.): Distrust, Animosity, and Solidarity Jews and Non-Jews during the Holocaust in the USSR. Yad Vashem, Jerusalem 2021, ISBN 978-965-308-644-9, S. 31–60 (academia.edu).
- OUN and Fascism, Definitions and Blood. In: Journal of Soviet and Post-Soviet Politics and Society. Band 7, Nr. 2, 2021, S. 166–175 (academia.edu).
- Radical Ukrainian Nationalism: Past and Present. 2023 (academia.edu).
- War, Memory Politics, and Ukrainian Nationalism. In: Passato e presente. Band 121, 2024, S. 19–25 (academia.edu).